# فهرست آثار آل پاچینو
این فهرست شامل آثار آل پاچینو، بازیگر و فیلمساز اهل ایالات متحده آمریکا است. آل پاچینو در زمینه فیلم سینمایی، مستند، تلویزیون و تئاتر فعالیت کرده‌است. پاچینو جوایزی چون یک اسکار، یک بفتا، چهار گلدن گلوب، دو تونی و دو امی دریافت کرده‌است. او در طول فعالیت حرفه‌ای خود در بیش از ۵۰ فیلم سینمایی بازی کرده‌است.

## فیلم

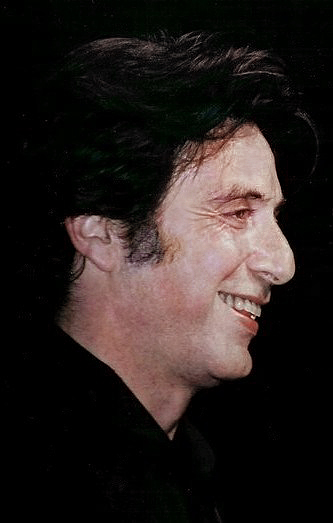
پاچینو در جشنواره فیلم کن ۱۹۹۶

| سال  | عنوان                | نقش              | کارگردان            | منبع   |
| ---- | -------------------- | ---------------- | ------------------- | ------ |
| ۱۹۶۹ | من، ناتالی           | تونی             | فرد کو              | [ ۱ ]  |
| ۱۹۷۱ | وحشت در نیدل پارک    | بابی             | جری شاتزبرگ         | [ ۲ ]  |
| ۱۹۷۲ | پدرخوانده            | مایکل کورلئونه   | فرانسیس فورد کاپولا | [ ۳ ]  |
| ۱۹۷۳ | مترسک                | لاین دلبوچی      | جری شاتزبرگ         | [ ۴ ]  |
| ۱۹۷۳ | سرپیکو               | فرانک سرپیکو     | سیدنی لومت          | [ ۵ ]  |
| ۱۹۷۴ | پدرخوانده: قسمت دوم  | مایکل کورلئونه   | فرانسیس فورد کاپولا | [ ۶ ]  |
| ۱۹۷۵ | بعدازظهر سگی         | سانی ورتزیک      | سیدنی لومت          | [ ۷ ]  |
| ۱۹۷۷ | بابی دیرفیلد         | بابی دیرفیلد     | سیدنی پولاک         | [ ۸ ]  |
| ۱۹۷۹ | ... و عدالت برای همه | آرتور کرکلند     | نورمن جویسون        | [ ۹ ]  |
| ۱۹۸۰ | گشت‌زنی               | استیو برنز       | ویلیام فریدکین      | [ ۱۰ ] |
| ۱۹۸۲ | نویسنده! نویسنده!    | ایوان تراولیان   | آرتور هیلر          | [ ۱۱ ] |
| ۱۹۸۳ | صورت‌زخمی             | تونی مونتانا     | برایان دی پالما     | [ ۱۲ ] |
| ۱۹۸۵ | انقلاب               | تام داب          | هیو هادسون          | [ ۱۳ ] |
| ۱۹۸۹ | دریای عشق            | فرانک کلر        | هارولد بکر          | [ ۱۴ ] |
| ۱۹۹۰ | بدنام محلی           | گراهام           | دیوید اف ویلر       | [ ۱۵ ] |
| ۱۹۹۰ | دیک تریسی            | بیگ بوی          | وارن بیتی           | [ ۱۶ ] |
| ۱۹۹۰ | پدرخوانده: قسمت سوم  | مایکل کورلئونه   | فرانسیس فورد کاپولا | [ ۶ ]  |
| ۱۹۹۱ | فرانکی و جانی        | جانی             | گری مارشال          | [ ۱۷ ] |
| ۱۹۹۲ | گلن‌گری گلن راس       | ریکی روما        | جمیز فولی           | [ ۱۸ ] |
| ۱۹۹۲ | عطر خوش یک زن        | فرانک اسلید      | مارتین برست         | [ ۱۹ ] |
| ۱۹۹۳ | راه کارلیتو          | کارلیتو بریگانته | برایان دی پالما     | [ ۲۰ ] |
| ۱۹۹۵ | دو بیت               | پدربزرگ          | جیمز فولی           | [ ۲۱ ] |
| ۱۹۹۵ | مخمصه                | وینسنت هانا      | مایکل مان           | [ ۲۲ ] |
| ۱۹۹۶ | تالار شهر            | جان پاپاز        | هارولد بکر          | [ ۲۳ ] |
| ۱۹۹۷ | دانی براسکو          | لفتی             | مایکل نیوول         | [ ۲۴ ] |
| ۱۹۹۷ | وکیل‌مدافع شیطان      | جان میلتون       | تیلور هکفورد        | [ ۲۵ ] |
| ۱۹۹۹ | نفوذی                | لوول برگمن       | مایکل مان           | [ ۲۶ ] |
| ۱۹۹۹ | هر یکشنبه کذایی      | تونی داماتو      | الیور استون         | [ ۲۷ ] |
| ۲۰۰۰ | قهوه چینی            | هری لیواین       | آل پاچینو           | [ ۲۸ ] |
| ۲۰۰۲ | بی‌خوابی              | ویل دورمر        | کریستوفر نولان      | [ ۲۹ ] |
| ۲۰۰۲ | سیمون                | ویکتور تارانسکی  | اندرو نیکول         | [ ۳۰ ] |
| ۲۰۰۲ | مردمی که من می‌شناسم  | الی ورمن         | دنیل الگرنت         | [ ۳۱ ] |
| ۲۰۰۳ | تازه‌کار              | والتر برک        | راجر دونالدسون      | [ ۳۲ ] |
| ۲۰۰۳ | جیلی                 | استارکمن         | مارتین برست         | [ ۳۳ ] |
| ۲۰۰۴ | تاجر ونیزی           | شایلاک           | مایکل ردفورد        | [ ۳۴ ] |
| ۲۰۰۵ | دو نفر برای پول      | والتر آبرامز     | دی جی کاروسو        | [ ۳۵ ] |
| ۲۰۰۷ | ۸۸ دقیقه             | دکتر جک گرام     | جان آونت            | [ ۳۶ ] |
| ۲۰۰۷ | سیزده یار اوشن       | ویلی بانک        | استیون سودربرگ      | [ ۳۷ ] |
| ۲۰۰۸ | قتل عادلانه          | روستر            | جان آونت            | [ ۳۸ ] |
| ۲۰۱۱ | پسر هیچ‌کس            | استنفورد         | دیتو مونتیل         | [ ۳۹ ] |
| ۲۰۱۱ | جک و جیل             | خودش             | دنیس دوگان          | [ ۴۰ ] |
| ۲۰۱۲ | رفقای استوار         | ول               | فیشر استیونز        | [ ۴۱ ] |
| ۲۰۱۳ | سالومه               | سلطان هراد       | آل پاچینو           | [ ۴۲ ] |
| ۲۰۱۴ | منگلهورن             | منگلهورن         | دیوید گوردن گرین    | [ ۴۳ ] |
| ۲۰۱۴ | تحقیر                | سایمون اکسلر     | بری لوینسون         | [ ۴۴ ] |
| ۲۰۱۵ | دنی کالینز           | دنی کالینز       | دن فاگلمن           | [ ۴۵ ] |
| ۲۰۱۶ | سوءرفتار             | آبرامز           | شینتارو شیموساوا    | [ ۴۶ ] |
| ۲۰۱۷ | دزدان دریایی سومالی  | سیمور تالبین     | برایان باکلی        | [ ۴۷ ] |
| ۲۰۱۷ | دارزن                | کارآگاه آرچر     | جانی مارتین         | [ ۴۸ ] |
| ۲۰۱۹ | روزی روزگاری هالیوود | ماروین شوارز     | کوئنتین تارانتینو   | [ ۴۹ ] |
| ۲۰۱۹ | مرد ایرلندی          | جیمی هوفا        | مارتین اسکورسیزی    | [ ۵۰ ] |
| ۲۰۲۰ | اکسیس سالی           | جیمز لالین       | مایکل پولیش         | [ ۵۱ ] |
| ۲۰۲۱ | سرای گوچی            | آلدو گوچی        | ریدلی اسکات         |        |

## مستند
| سال  | عنوان                     | کارگردان            | منبع   |
| ---- | ------------------------- | ------------------- | ------ |
| ۱۹۹۱ | مدونا: راستی یا شهامت     | آلک کشیشیان         | [ ۵۲ ] |
| ۱۹۹۶ | درجستجوی ریچارد           | خودش                | [ ۵۳ ] |
| ۱۹۹۷ | پیشنهاد                   | کنی هاتزاسپنسر رایس | [ ۵۴ ] |
| ۲۰۰۱ | آمریکا: بزرگداشت قهرمانان |                     | [ ۵۵ ] |
| ۲۰۰۹ | می‌دانستم تو بودی          | ریچارد شپارد        | [ ۵۶ ] |
| ۲۰۱۱ | وایلد سالومه              | خودش                | [ ۵۷ ] |
| ۲۰۱۲ | بازیگردانی                | تام دوناهو          | [ ۵۸ ] |

## تلویزیون
| سال  | عنوان             | نقش         | کارگردان    | نکته           | منبع   |
| ---- | ----------------- | ----------- | ----------- | -------------- | ------ |
| ۱۹۶۸ | ان‌وای‌پی‌دی         | جان جیمز    | دیوید پرسمن | یک قسمت        | [ ۵۹ ] |
| ۲۰۰۳ | فرشتگان در آمریکا | روی کوهن    | مایک نیکولز | تمام فصل       | [ ۶۰ ] |
| ۲۰۱۰ | تو جک را نمی‌شناسی | جک کورکیان  | بری لوینسون | فیلم تلویزیونی | [ ۶۱ ] |
| ۲۰۱۳ | فیل اسپکتور       | فیل اسپکتور | دیوید ممت   | فیلم تلویزیونی | [ ۶۲ ] |
| ۲۰۱۸ | پترنو             | جو پترنو    | بری لویسنون | فیلم تلویزیونی | [ ۶۳ ] |
| ۲۰۲۰ | شکارچیان          | مایر آفرمن  | گوناگون     | تمام فصل       | [ ۶۴ ] |

## تئاتر

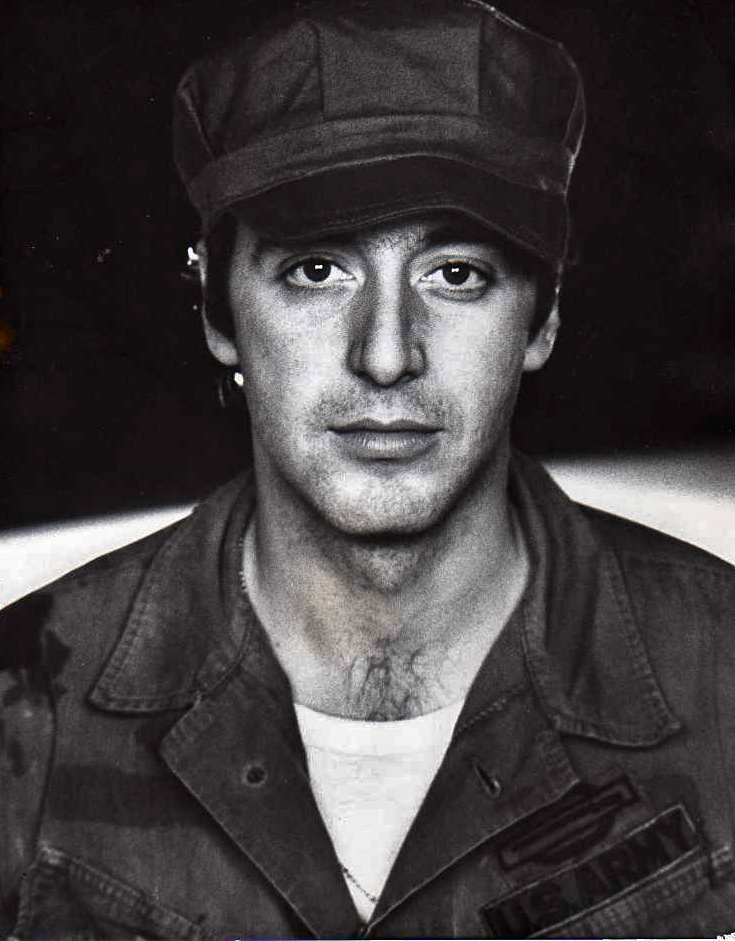
پاچینو در تمرین مقدماتی پاولو هومل (۱۹۷۷)

| سال  | عنوان                        | نقش          | سالن تئاتر                         | منبع          |
| ---- | ---------------------------- | ------------ | ---------------------------------- | ------------- |
| ۱۹۶۸ | هندی به دنبال برانکس است     | مورف         | تئاتر آستور پلیس                   | [ ۶۵ ]        |
| ۱۹۶۹ | آیا یک ببر کراوات می‌زند      | بیکهام       | تئاتر بلاسکو                       | [ ۶۶ ]        |
| ۱۹۶۹ | بدنام محلی                   | گراهام       | اکتورز پلی‌هاوس                     | [ ۶۷ ]        |
| ۱۹۷۰ | کامینو ریل                   | کیلروی       | تئاتر ویویان بومونت                | [ ۶۸ ]        |
| ۱۹۷۳ | ریچارد سوم                   | ریچارد سوم   | تئاتر لوئب                         | [ ۶۹ ]        |
| ۱۹۷۷ | تمرین مقدماتی پاولو هومل     | پاولو هومل   | تئاتر لانگیکر                      | [ ۷۰ ]        |
| ۱۹۷۹ | ریچارد سوم                   | ریچارد سوم   | تئاتر کورت                         | [ ۷۱ ]        |
| ۱۹۸۱ | بوفالوی آمریکایی             | والتر کول    | تئاتر سیرکل این د اسکوئر تئاتر بوث | [ ۷۲ ] [ ۷۳ ] |
| ۱۹۸۸ | ژولیوس سزار                  | مارک آنتونی  | پابلیک تییتر                       | [ ۷۴ ]        |
| ۱۹۹۲ | قهوه چینی                    | هری لوین     | تئاتر سیرکل این د اسکوئر           | [ ۷۵ ]        |
| ۱۹۹۲ | سالومه                       | هرود آنتیپاس | تئاتر سیرکل این د اسکوئر           | [ ۷۶ ]        |
| ۱۹۹۶ | هیوئی                        | اری اسمیت    | تئاتر سیرکل این د اسکوئر           | [ ۷۷ ]        |
| ۲۰۰۲ | ظهور قابل مقاومت آرتورو اوئی | آرتورو اوئی  | مرکز مایکل اشمیل                   | [ ۷۸ ]        |
| ۲۰۰۳ | سالومه                       | هرود آنتیپاس | تئاتر اثل بریمور                   |               |
| ۲۰۰۵ | یتیم‌ها                       | هارولد       | تئاتر گرینوی کورت                  | [ ۷۹ ]        |
| ۲۰۱۰ | تاجر ونیزی                   | شایلاک       | تئاتر برودهرست                     | [ ۸۰ ] [ ۸۱ ] |
| ۲۰۱۲ | گلن گری گلن راس              | شلی لوین     | تئاتر جرالد شونفلد                 | [ ۸۲ ]        |
| ۲۰۱۵ | عروسک چینی                   | میکی راس     | تئاتر جرالد شونفلد                 | [ ۸۳ ]        |
| ۲۰۱۷ | خدا به آنطرف نگاه کرد        | تنسی ویلیامز | تئاتر پاسادنا                      | [ ۸۴ ]        |

## بازی‌های ویدئویی
| سال  | عنوان                    | نقش          | نکته                               | منبع   |
| ---- | ------------------------ | ------------ | ---------------------------------- | ------ |
| ۲۰۰۶ | صورت‌زخمی: دنیا برای توست | تونی مونتانا | شمایل آل پاچینو صدای آندره سویوتزو | [ ۸۵ ] |